# Triaeris macrophthalmus
Triaeris macrophthalmus är en spindelart som beskrevs av Lucien Berland 1914. Triaeris macrophthalmus ingår i släktet Triaeris och familjen dansspindlar.
Artens utbredningsområde är Kenya.

## Underarter
Arten delas in i följande underarter:
- T. m. cryptops
- T. m. medius